# 潜州
潜州，中国唐朝时设置的州。
武德七年（624年）置，治所在於潜县（今浙江省杭州市临安区西於潜镇东）。辖今浙江省杭州市余杭区、临安区局部地区。次年废。 